# 韋氏絲足鱂
韋氏絲足鱂，為輻鰭魚綱鯉齒目鯉齒亞目花鳉科的其中一種，分布於非洲加彭的淡水流域，體長可達6公分，屬肉食性，生活習性不明。

## 擴展閱讀
維基物種上的相關：韋氏絲足鱂